# NGC 2769
NGC 2769 este o galaxie LINER situată în constelația Ursa Mare. A fost descoperită în 8 martie 1831 de către John Herschel. Se află la o distanță de 70,16 de megaparseci de Pământ.